# 2008年聯合國氣候變化大會
2008年聯合國氣候變化大會（2008年12月1日─12月12日）在波蘭波兹南舉行，地點在波茲南國際會展中心，與會者有來自逾180個國家的代表與政府間和非政府組織的觀察員，是《聯合國氣候變化綱要公約》締約國的第14次會議，也是《京都議定書》締約國的第4次會議。

## 結果
各與會國媒體多有發表對於此次會議的不同意見。此次會議主要關注下次會議（2009年哥本哈根會議）的目標，會後各國代表同意在2009年2月中旬遞出至2020年國內的減量計畫與措施，會中關於如何推廣環境友善科技至開發中國家也有進展，得到了減少森林開伐的必要性已到了緊急程度之共識。